# Août 1909

## Événements
- 7 août : le Français Roger Sommer tient l'air pendant deux heures, 27 minutes et 15 secondes.
- 12 août : inauguration de l'Indianapolis Motor Speedway d'Indianapolis avec une course automobile qui se termine en tragédie (plusieurs morts, de nombreux pilotes blessés) à cause du revêtement de la piste.
- 22 au 29 août : premier meeting international d'aviation à Reims (Bétheny exactement) : il est organisé par le marquis de Polignac. Après éliminatoires du 22 au 28 août mettant aux prises 36 appareils dans des épreuves de vitesse sur des distances de 10 et 30 km, trois pilotes restent en lice le dernier jour pour les finales : L'Américain Glenn Curtiss et les Français Hubert Latham et Louis Blériot. Curtiss remporte la course de vitesse devant Blériot (75 km/h), Latham remporte le prix des passagers (course de 10 km avec deux passagers) et le prix de l'altitude (155 mètres). Blériot remporte la course du tour de piste (10 km).
- 27 août : Henri Farman établi sur un Farman III le record du monde distance en parcourant à Reims 180 km en 3 heures et 5 minutes.
- 28 août : 
  - coup d’État militaire en Grèce;
  - Glenn Curtiss remporte la coupe Gordon-Bennett avec son Curtiss-Herring n° 1 « Reims Racer » à moteur V8 d'une puissance de 60 chevaux, avec un chrono de quinze minutes et cinquante secondes[1].
- 31 août : premier vol de Wilbur Wright en Allemagne (Berlin).

## Naissances
- 2 août : Jules Ruhfel, résistant français († 26 mars 1944).
- 4 août : Saunders MacLane, mathématicien américain († 14 avril 2005).
- 5 août : Jan Vaerten, peintre belge († 23 décembre 1980).
- 15 août : Maurice Breton, avocat et homme politique fédéral provenant du Québec († 3 juin 2001).
- 17 août : Raoul Motoret, écrivain français († 17 mars 1978).
- 18 août : Gérard Filion, directeur du journal Le Devoir († 26 mars 2005).
- 19 août : Jerzy Andrzejewski, écrivain polonais († 19 avril 1983).
- 21 août : Ethel Caterham, supercentenaire britannique.
- 22 août : Sylvère Maes, coureur cycliste belge († 5 décembre 1966).
- 26 août : Jim Davis, acteur américain († 26 avril 1981).
- 27 août : Lester Young, saxophoniste de jazz américain († 15 mars 1959).

## Décès
- 11 août : Cheche (José Marrero Bez), matador mexicain (° 19 mars 1870).